# باناتسکا توپولا
باناتسکا توپولا (به صربی: Banatska Topola) یک روستا در صربستان است که در Kikinda Municipality واقع شده‌است. باناتسکا توپولا ۱٬۰۶۶ نفر جمعیت دارد و ۷۸ متر بالاتر از سطح دریا واقع شده‌است.